# César Borja Lavayen
César Borja Lavayen (n. Quito, 6 de febrero de 1851 – Guayaquil, 31 de enero de 1910) fue un aristócrata, médico, investigador, escritor, poeta parnasiano, diputado, alcalde de Guayaquil, ministro y político ecuatoriano, hijo del capitán don Camilo Borja Miranda descendiente de la casa de los duques de Gandía y de doña Maclovia Lavayen y Gorrichátegui, hija del hidalgo don Francisco de Paula Lavayen y Muguerza y de doña Francisca de Gorrichátegui y Bernal.

## Biografía

### Orígenes familiares
Por su padre, era descendiente directo de Juan de Borja y Enríquez de Luna, III duque de Gandía y Juana de Aragón y Gurrea; el primero, nieto del papa Alejandro VI (Rodrigo de Borja); la segunda, nieta del rey Fernando II de Aragón, descendiente de los reyes de Navarra y la corona de Aragón.  Por su madre descendiente de hidalgos, de la nobleza española llegada a tierras americanas, de los fundadores de Guayaquil y de los primeros terratenientes del actual  Ecuador.
Pese haber nacido en Quito, su infancia la transcurrió en  Esmeraldas, lugar donde fue asignado su padre, a causa de su carrera militar. Fue trasladado, luego, a la edad de 9 años, a Guayaquil, al ser destinado su padre, esta vez, a esa ciudad, donde continuó sus estudios hasta graduarse de bachiller. Ha dicho momento, además del español, ya hablaba y escribía perfectamente el inglés y el francés. Pasó, entonces, al Perú a emprender su educación superior en la Universidad de San Marcos, en Lima, donde obtuvo el título de doctor en medicina.
En 1877 volvió a Guayaquil y se incorporó a la facultad de medicina de la universidad de aquella ciudad. Urbe en la cual, seguidamente, fundó la Academia de Medicina del Guayas.

### Carrera política

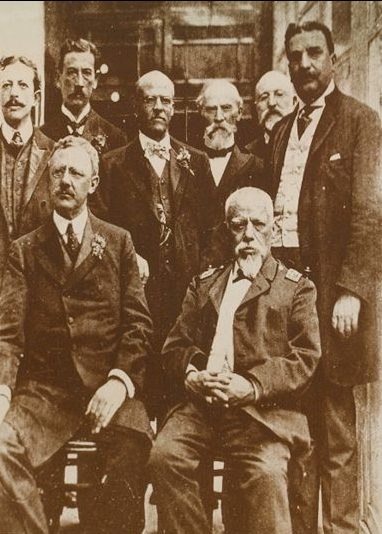
El presidente Eloy Alfaro y un grupo de altos funcionarios después de haber enclavado el «clavo de oro», el día de la inauguración del Ferrocarril Andino, en 1908.
En primera fila, Archer Harman y Eloy Alfaro; segunda fila: Alfredo Monge, Crnel. Belisario Torres, Dr. César Borja Lavayen, Gral. Francisco Hipólito Moncayo, William Fox y Amalio Puga.

En 1885, al comenzar en el Ecuador el período político - gubernamental conocido como “Progresismo” concurrió al  Congreso Nacional en calidad de diputado por la provincia del Guayas, donde destacó como orador y duro crítico del régimen del presidente José María Plácido Caamaño, estableciendo causa común con su hermano Francisco José Borja Lavayen, sublevado en armas junto con sus compañeros revolucionarios liberales, el vinceño Nicolás Infante Díaz, Emilio Estrada Carmona, Marco Alfaro, José Gabriel Moncayo y Eduardo Hidalgo Arbeláez, quienes integraban el comando del conjunto insurgente liberal conocido, según los llamó Infante, como el escuadrón “Húsares de Chapulo” o simplemente “los Chapulos”.

Escudo de armas del Ducado de Gandía de los Borja o Borgia.

Debido a las perduras críticas que realizó en contra del gobierno del Dr. José María Plácido Caamaño, al finalizar las sesiones del Congreso Nacional fue apresado y desterrado a San José de Costa Rica, lugar donde permaneció hasta 1888, en que pudo ya volver al Ecuador, al finalizar el régimen de Caamaño. En 1893, establecido nuevamente en Guayaquil, fundó un periódico de información y difusión en investigación médico forense y sanitaria, llamado “Gaceta Médica”, que dirigió por varios años.
En 1895, al irrumpir la Revolución liberal de Ecuador fue convocado a integrar al comité que recibió a las tropas de los generales Plutarco Bowen, José María Sáenz y Delfín Treviño, conocidos como los “Montoneros”. Pero, a continuación de producida la batalla de Gatazo, fue acusado de participar en una conspiración junto a dichos generales, por lo que otra vez fue desterrado a San José de Costa Rica. En 1899, permaneciendo aún en el exilio en Costa Rica, publicó los poemas “Raza de Víboras” y “Patria”, con los cuales acometió contra el régimen de Eloy Alfaro. Al cabo de cinco años de destierro regresó al Ecuador y publicó su poema “Fin de Siglo”.
En 1901 fue convocado por el gobierno del Gral. Leónidas Plaza a fin de que sea Ministro de Relaciones Exteriores, cargo que rechazó. En el mismo año de 1901, fue nombrado miembro de número de la Academia Ecuatoriana de la Lengua. Más tarde, de 1903 a 1904 ejercitó el cargo de Alcalde de la ciudad de Guayaquil.
En 1907 Eloy Alfaro al asumir por segunda vez el mando, en su aspiración de contar con su cooperación, que consideraba de valor, pese mantener desacuerdos políticos, buscó de nuevo su amistad y lo nombró Director de Estudios del Guayas.
Posteriormente fue elegido Rector de la Universidad Central del Ecuador, mudándose a Quito a fin de desempeñar el cargo, que ejerció hasta noviembre de 1908. Ese mismo año fue designado Ministro de Educación Pública. Asimismo, ese año pasó a ejercer el Ministerio de Relaciones Exteriores. Poco tiempo más tarde, fundó las cámaras de industrias de las ciudades de Guayaquil, Quito y Cuenca. Y por último en 1909 pasó a ocupar el Ministerio de Hacienda.

### Publicaciones literarias y científicas
A la par, en 1909, compiló y publicó, en un solo volumen que intituló “Flores Tardías y Joyas Ajenas”, lo mejor de sus obras, que hasta aquel momento habían sido publicadas en periódicos y revistas del Ecuador y Costa Rica; e, incluyó en el mismo, 44 composiciones originales y 59 traducciones de los más notorios poetas franceses de la segunda mitad del siglo XIX, a los cuales había leído y asimilado con delectación.
En su calidad de médico también publicó algunos estudios y ensayos, entre ellos: "La fiebre amarilla: apuntes sobre la epidemia de 1880" y "Geografía médica de la fiebre amarilla en el Ecuador".

### Fallecimiento
Afectado por intensos dolores en el hígado, que lo obligaron a dimitir a su cargo ministerial, fue prontamente trasladado a Guayaquil, donde se le diagnosticó padecía una severa amebiasis, por la que fue intervenido quirúrgicamente. Pero, pese a los esfuerzos ejecutados por los médicos, no pudo ser salvado, falleciendo en Guayaquil, el 31 de enero de 1910.

### Matrimonio y descendencia
Contrajo matrimonio con su prima segunda Ángela Febres-Cordero Lavayen, con quien procreó los siguientes hijos:
- César, nacido el 11 de mayo de 1882, en Guayaquil, casado con Piedad Guerrero.
- Camilo, nacido en 1883, en Guayaquil, casado con Francisca Muguerza.
- Angelina, nacida en 1885, en Guayaquil.
- María Luisa, nacida en 1887, en Guayaquil.
- Rosa, nacida el 30 de junio de 1889, en Guayaquil, casada con Alberto Icaza.